# 5. etape af Tour de France 2010
Femte etape af Tour de France 2010 var en 187,5 km lang flad etape. Den blev kørt torsdag d. 8. juli fra Épernay til Montargis.
- Etape: 5. etape
- Dato: 8. juli
- Længde: 187,5 km
- Danske resultater:

041. Matti Breschel + 0.00
066. Jakob Fuglsang + 0.00
159. Chris Anker Sørensen + 2.27
160. Brian Vandborg + 2.27
181. Nicki Sørensen + 3.31
- Gennemsnitshastighed: 41,5 km/t

## Point- og bjergspurter

### 1. sprint (Vauchamps)
Efter 27,5 km
| Vinder | José Iván Gutiérrez | 6p |
| 2.     | Julien El Fares     | 4p |
| 3.     | Jurgen Van de Walle | 2p |

### 2. sprint (Ville-Saint-Jacques)
Efter 126,5 km
| Vinder | Julien El Fares     | 6p |
| 2.     | Jurgen Van de Walle | 4p |
| 3.     | José Iván Gutiérrez | 2p |

### 3. sprint (Préfontaines)
Efter 169,5 km
| Vinder | José Iván Gutiérrez | 6p |
| 2.     | Julien El Fares     | 4p |
| 3.     | Jurgen Van de Walle | 2p |

### 1. bjerg (Côte d'Orbais-l'Abbaye)
4. kategori stigning efter 18,5 km
| Plads | Navn                | Point |
| ----- | ------------------- | ----- |
| 1.    | Jurgen Van de Walle | 3     |
| 2.    | José Iván Gutiérrez | 2     |
| 3.    | Julien El Fares     | 1     |

### 2. bjerg (Côte de Mécringes)
4. kategori stigning efter 36,5 km
| Plads | Navn                | Point |
| ----- | ------------------- | ----- |
| 1.    | Jurgen Van de Walle | 3     |
| 2.    | José Iván Gutiérrez | 2     |
| 3.    | Julien El Fares     | 1     |

## Resultatliste
|    | Navn                 | Land           | Hold                  | Tid     |
| -- | -------------------- | -------------- | --------------------- | ------- |
| 1  | Mark Cavendish       | Storbritannien | Team HTC-Columbia     | 4:30.50 |
| 2  | Gerald Ciolek        | Tyskland       | Team Milram           | + 0.00  |
| 3  | Edvald Boasson Hagen | Norge          | Team Sky              | + 0.00  |
| 4  | José Joaquín Rojas   | Spanien        | Caisse d'Epargne      | + 0.00  |
| 5  | Thor Hushovd         | Norge          | Cervélo TestTeam      | + 0.00  |
| 6  | Sébastien Turgot     | Frankrig       | Bbox Bouygues Telecom | + 0.00  |
| 7  | Robbie McEwen        | Australien     | Team Katusha          | + 0.00  |
| 8  | Alessandro Petacchi  | Italien        | Lampre-Farnese Vini   | + 0.00  |
| 9  | Lloyd Mondory        | Frankrig       | Ag2r-La Mondiale      | + 0.00  |
| 10 | Tyler Farrar         | USA            | Garmin-Transitions    | + 0.00  |
| 11 | Samuel Dumoulin      | Frankrig       | Cofidis               | + 0.00  |
| 12 | Daniel Oss           | Italien        | Liquigas-Doimo        | + 0.00  |
| 13 | Danilo Hondo         | Tyskland       | Lampre-Farnese Vini   | + 0.00  |
| 14 | Nicolas Roche        | Irland         | Ag2r-La Mondiale      | + 0.00  |
| 15 | Yukiya Arashiro      | Japan          | Bbox Bouygues Telecom | + 0.00  |

## Manglende ryttere
- 187  Amets Txurruka (EUS) stillede ikke til start.

## Ekstern henvisning
- Etapeside Arkiveret 9. juli 2010 hos  Wayback Machine på Letour.fr Arkiveret 28. februar 2011 hos  Wayback Machine (fransk) (engelsk)